# Banda Jovem Rio
Banda Jovem Rio é um grupo de música gospel formado em 1993. Logo no seu primeiro CD o grupo obteve êxito tornando-se bastante popular no segmento já na década de 90.

## Biografia
Em meados de 1993, talentosos jovens cristãos moradores de vários bairros do Rio de Janeiro se uniram para uma grande seleção musical onde foram observados vários talentos que estavam ocultos no seio do Grupo Jovem: cantores, instrumentistas e compositores que tinham um só desejo que era glorificar o nome de Jesus através de um talento dado pelo próprio Deus, nascia então a Banda Jovem Rio.
Após muitos ensaios, a fim de consolidar a estrutura musical do Grupo, a Banda Jovem Rio fez o seu primeiro show de lançamento no Imperator (localizado no Méier), no dia 11 de maio de 1994. A partir daí a Banda Jovem Rio passou a se apresentar em várias Igrejas espalhadas por todo o Rio de Janeiro, inclusive fora do estado, em locais como: Brasília, Rio Grande do Sul, Espírito Santo, Minas Gerais, Paraná  e São Paulo. Casas de espetáculos, tais como: Claro Hall, Maracanãzinho, Olimpo, Rio Sampa, Casa de Espanha e Hotel Glória. Programas de TV como Gospel Line (RecordTV), "Antes e Depois” (CNT) e “E Tudo Mudou” (Rede Bandeirantes).
A Banda Jovem Rio gravou o seu primeiro CD independente intitulado: “Deixa Eu Te Fazer Feliz”, que vendeu aproximadamente 14 mil cópias, que trouxe para o povo de Deus pérolas como a música “Redenção” e “Dependência eterna”, canções que ficaram por semanas consecutivas entre as mais executadas em várias rádios do país). Por conseqüência deste trabalho, surgiu então a indicação do grupo para o Troféu Talento da Rede Aleluia ganhando assim o troféu de melhor grupo revelação e posteriormente a contratação do grupo para fazer parte do cast da Line Records, e um novo CD intitulado: “Alegria de Viver”, que trouxe canções como: “A Volta de Jesus” ( Baptchura) e “O Teu Querer” ( hino de adoração do compositor Beno César).

## Discografia[2]
- 1998: Deixa Eu Te Fazer Feliz
- 2000: Alegria de Viver
- 2004: 10 Anos de Adoração

## Prêmios e indicações
Troféu Talento
| Ano  | Categoria       | Trabalho        | Resultado |
| ---- | --------------- | --------------- | --------- |
| 1999 | Banda Revelação | A própria banda | Venceu    |